# Богдана Хмельницького, 33/34
Буди́нок Го́льденберга — колишній київський прибутковий будинок на розі вулиць Богдана Хмельницького, 33 та Івана Франка, 34.
Розташований навпроти Будинку Верховського. У будівлі розміщене Посольство Швеції в Україні.
За визначенням дослідників, будівля завдяки своєму виразному силуету виступає домінантою в забудові вулиці.

## Історія

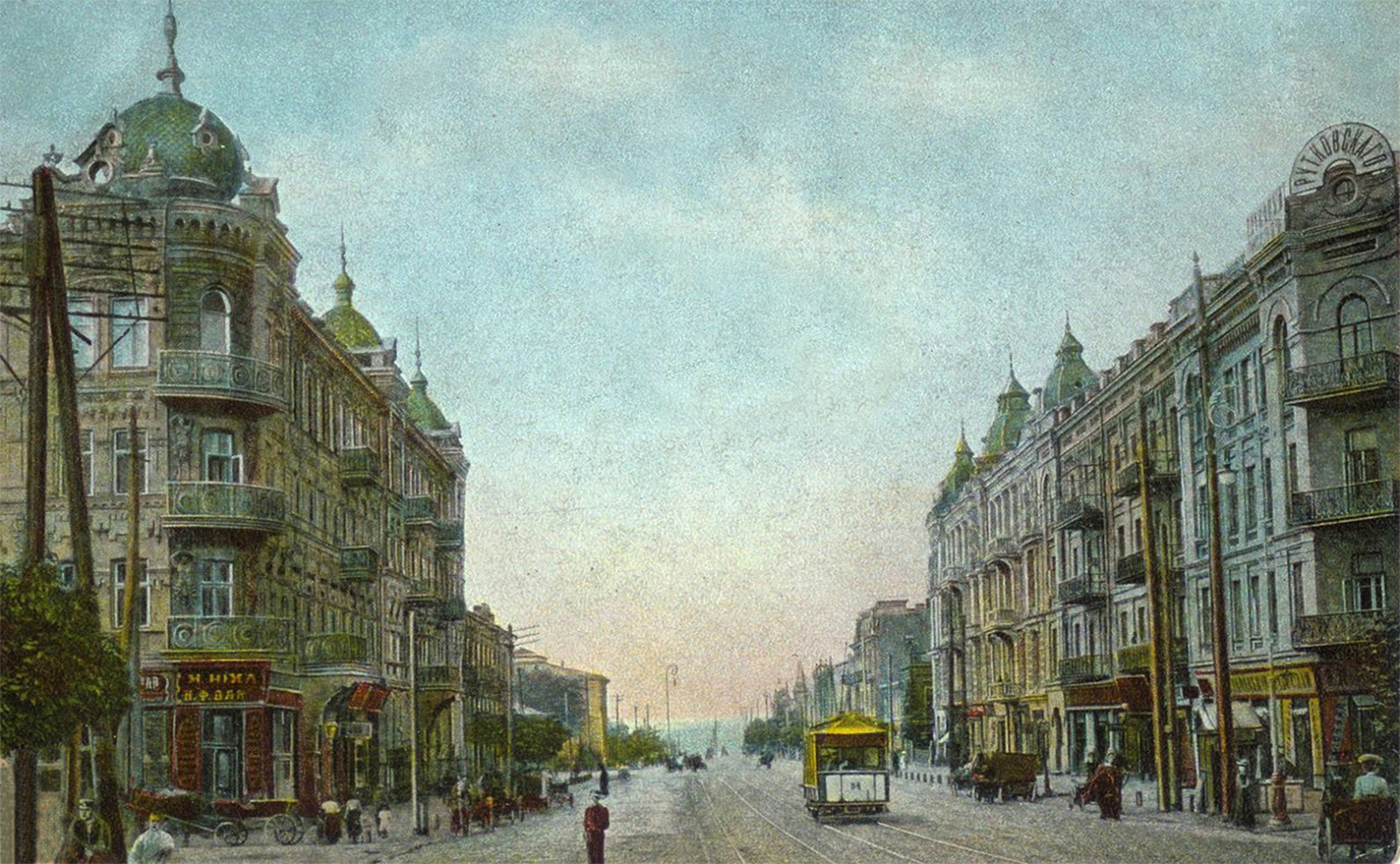
Будинок Гольденберга (зліва), початок ХХ сторіччя

Станом на 1882 рік наріжною ділянкою володів Онисим Лучинський.
Близько 1888 року її придбав адвокат Аврам Мойсейович Гольденберг. Тоді ж у садибі вздовж сучасної вулиці Богдана Хмельницького звели триповерховий будинок. 1895 року виріс триповерховий будинок вздовж вулиці Івана Франка. 1899 року обидві будівлі надбудовано та об'єднано в один комплекс. Автор проекту — архітектор Володимир Ніколаєв.
У будинку на початку XX сторіччя тут мешкав архітектор Йосип Зекцер.
Станом на 2021 рік, у житлово-офісному будинку перший поверх відведений під торговельні приміщення.

## Архітектура

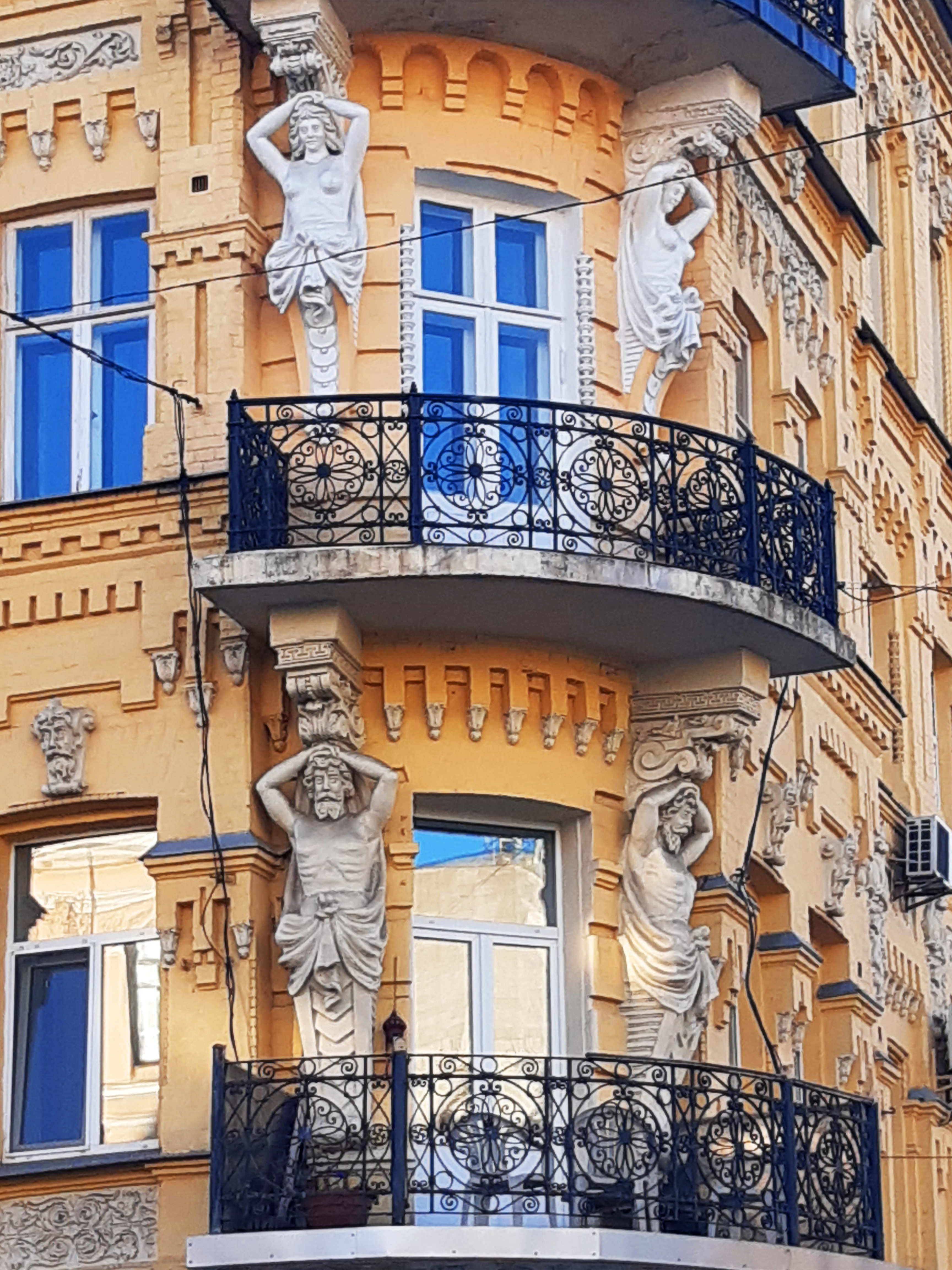
Атланти

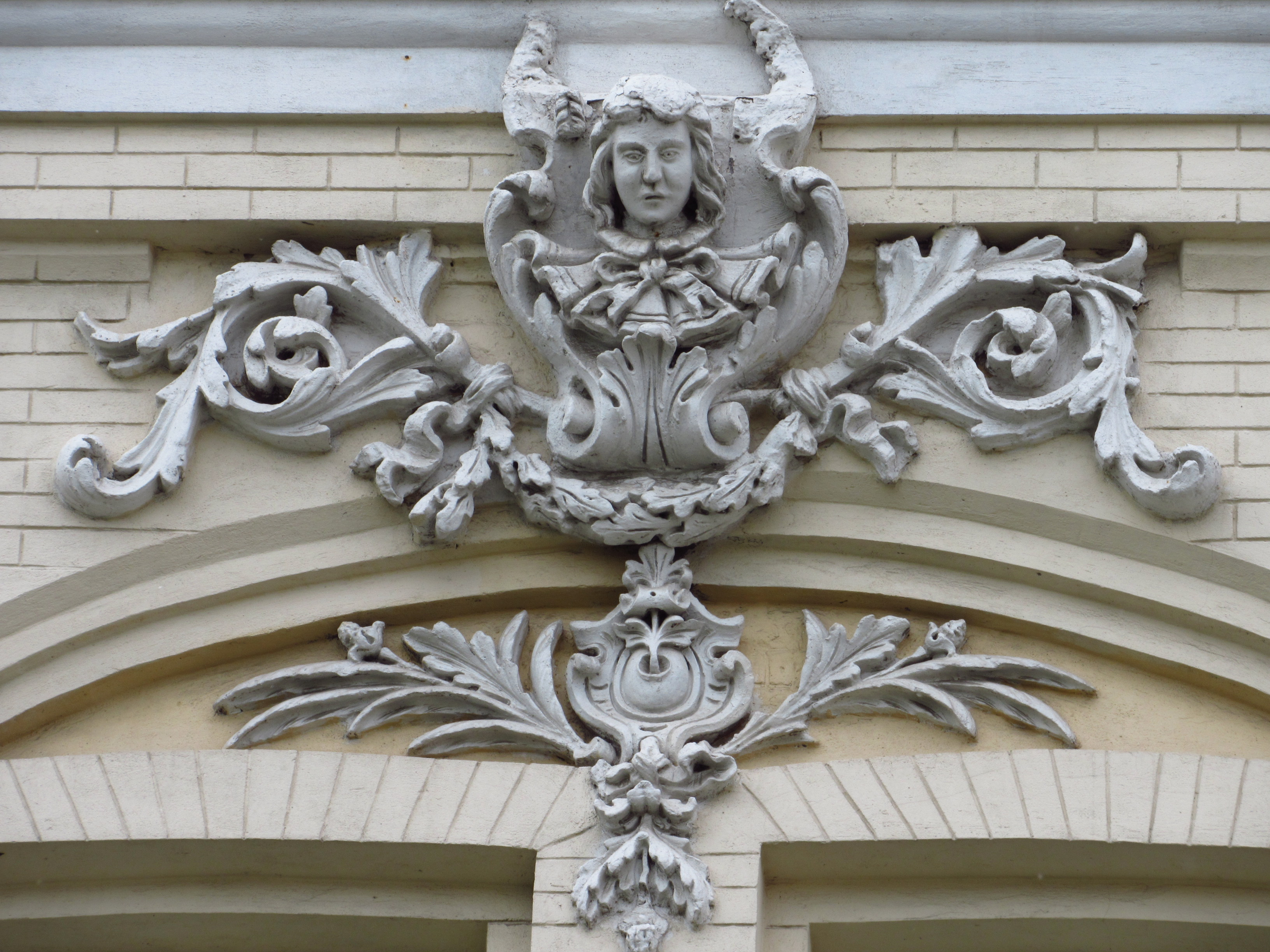
Маскарон

Чотириповерхова із напівпідвалом, цегляна, тинькована будівля має двосхилий дах на дерев'яних кроквах, бляшану покрівлю. 
Потрактовано у цегляному стилі. Архітектурний декор також пожвавлено ліпленням й ажурними ґратами на балконах.
Наріжна частина пластично насичена й оздоблена скульптурними атлантами та каріатидами. Увінчана фігурною вежкою.
Дворовий фасад декоровано профільованими цегляними гуртами. В інтер'єрах збереглися карнизи, гурти, розети стель та інші деталі оздоблення.

## Справа про виселення Павліченків

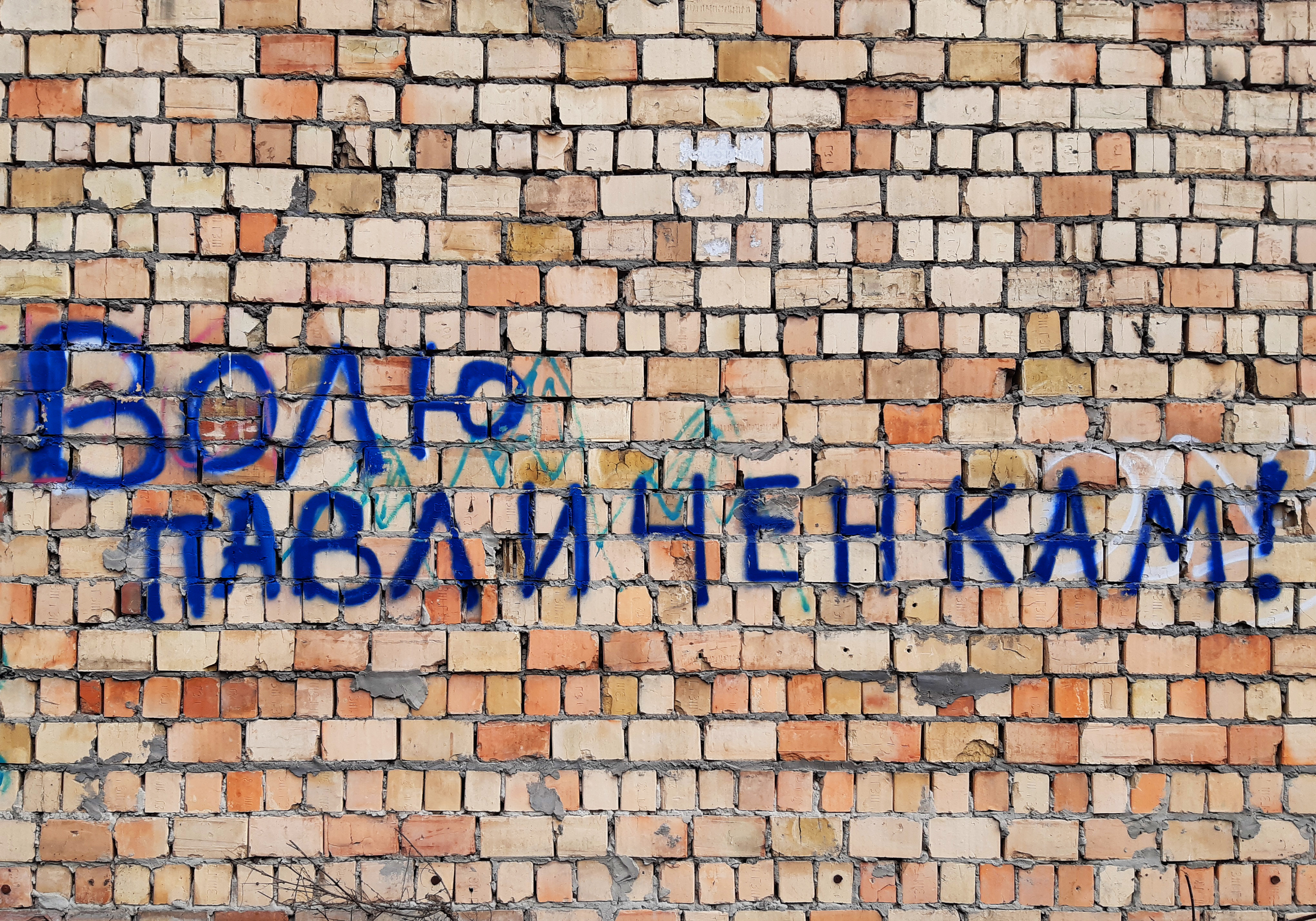
Справа Павліченків набула великого резонансу

У квартирі № 21 мешкав із родиною Дмитро Павліченко, ім'я якого стало широко відомим через «Справу Павліченків». 
У заяві на ім'я міністра внутрішніх справ України Юрія Луценка Павліченко стверджував, що впродовж 1995-1996 років фірма «DTZ» від імені нідерландської фірми «Gooioord B. V.» скупила частину квартир у будинку і переобладнала приміщення у бізнес-центр. Після відмови продати свою квартиру в 1995 році на нього скоїли замах із застосуванням вогнепальної зброї. Однак справу так і не розглянули.[первинне джерело]
1996 року Павліченко розпочав будівництво цегляної прибудови (еркер). Згодом у суді він заявив, що має всі необхідні документи і надав розпорядження Радянської районної державної адміністрації № 478 від 28 травня 1996 року про дозвіл на це будівництво. 
На думку іншої сторони конфлікту, Павліченко самовільно зайняв частину подвір'я площею 48 квадратних метрів і 2003 року добудував цегляну прибудову, в яку вселилась його сім'я. 
Фірма «Gooioord B. V.» мала у своїй власності нежитлові приміщення. Її представники стверджували, що оскільки Павліченко не отримав від представників фірми згоди на влаштування прибудови, було порушено їхнє право на користування прибудинковою територією. Тому вони подали позов проти нього і його дій. 21 квітня 2004 року Шевченківський районний суд установив факт будівництва без проєктної документації й ухвалив рішення звільнити ділянку двору. Шевченківська районна державна адміністрація зобов'язала Павліченка знести прибудову. 
12 лютого 2007 року Апеляційний суд міста Києва скасував це рішення й направив справу на новий розгляд до суду першої інстанції.
8 квітня 2010 року відбулось чергове судове засідання, на яке Павліченко і треті особи не з'явилися. За словами відповідача, він не отримав повістки до суду. Суд не взяв до уваги розпорядження районної державної адміністрації № 478 від 28 травня 1996 року про дозвіл на будівництво еркера. Водночас відповідач не надав документ про реєстрацію прав власності на прибудову в органах БТІ. Виходячи з цього, суддя Сергій Зубков повторно виніс рішення про знесення прибудови і виселення звідти осіб, які без правових підстав там мешкають. 13 грудня 2010 судові виконавці та міліція виселили з прибудови сім'ю з двома дітьми. Речі на кількох машинах були вивезені, а прибудова зруйнована.
Дмитро Павліченко двічі, 24 грудня 2010 та 28 лютого 2011, звертався до Президента України Віктора Януковича на прес-конференціях з проханням втрутитися у ситуацію щодо «незаконного руйнування квартири його сім'ї та конфіскації майна».
21 березня 2011 року суддю Сергія Зубкова, який ухвалював рішення про знесення прибудови і виселення сім'ї, було вбито. Підозра одразу впала на Дмитра Павліченка та його старшого сина Сергія. Згодом їх засудили до тривалих термінів ув'язнення. 
Справа набула великого резонансу. 24 лютого 2014 року Верховна Рада звільнила Павліченків, оголосивши їх «політв'язнями». 27 лютого парламент ухвалив Закон «Про внесення змін до Закону України „Про застосування амністії в Україні“ щодо повної реабілітації політичних в'язнів», за яким до Дмитра і Сергія Павліченків застосувати повну індивідуальну амністію.
Станом на 2019 рік майно, вивезене з прибудови, родині не повернуто.[джерело?][значущість факту?]